# Episodi de Il medico di campagna (terza stagione)
La terza stagione della serie televisiva Il medico di campagna è stata trasmessa in anteprima in Germania dalla ZDF tra il 23 ottobre 1990 e il 18 dicembre 1990.
| nº | Titolo originale           | Titolo italiano | Prima TV Germania | Prima TV Italia |
| -- | -------------------------- | --------------- | ----------------- | --------------- |
| 1  | Schönes Wochenende         |                 | 23 ottobre 1990   |                 |
| 2  | Post aus Kanada            |                 | 30 ottobre 1990   |                 |
| 3  | Beziehungskisten           |                 | 6 novembre 1990   |                 |
| 4  | Freitag der 13.            |                 | 13 novembre 1990  |                 |
| 5  | Das Angebot                |                 | 20 novembre 1990  |                 |
| 6  | Ein Fremder im Haus        |                 | 27 novembre 1990  |                 |
| 7  | Der Wespenstich            |                 | 4 dicembre 1990   |                 |
| 8  | Es braut sich was zusammen |                 | 11 dicembre 1990  |                 |
| 9  | Heute keine Sprechstunde   |                 | 18 dicembre 1990  |                 |